# ذبابيات سارقة
ذبابيات سارقة (الاسم العلمي: Asilomorpha)، تحت رتبة من ذوات الجناحين ورتيبة قصيرات القرون، هي مجموعة كبيرة متنوعة من الذباب، ولها عادات متنوعة للغاية.